# Перщево
Перщево (пол. Pierszczewo, нім. Pierschewo) — село в Польщі, у гміні Стенжиця Картузького повіту Поморського воєводства.
Населення — 138 осіб (2011).
У 1975-1998 роках село належало до Гданського воєводства.

## Демографія
Демографічна структура станом на 31 березня 2011 року:
|          | Загалом | Допрацездатний вік | Працездатний вік | Постпрацездатний вік |
| -------- | ------- | ------------------ | ---------------- | -------------------- |
| Чоловіки | 68      | 13                 | 50               | 5                    |
| Жінки    | 70      | 18                 | 40               | 12                   |
| Разом    | 138     | 31                 | 90               | 17                   |